# L'Enfer des Pelgram

L'Enfer des Pelgram est une série de bande dessinée écrite par le Belge Thierry Smolderen et dessinée par le Français Dominique Bertail. Ses deux volumes ont été publiés par Delcourt en 1998 et 2000.

## Albums
- Delcourt, collection « Machination » :

1. Qui marche sur ma tombe, 1998[1].
2. Celle qui jette une ombre, 2000.